# Государственный секретарь по иностранным делам (Старый режим)
Во Франции эпохи Старого режима (Ancien Régime), государственный секретарь по иностранным делам (фр. le secrétaire d'État des Affaires étrangères) являлся одним из пяти государственных секретарей Королевства Франция. Он был советником короля по вопросам взаимоотношений между Французским королевством и другими государствами.
В Великобритании, Государственный Секретарь по иностранным и Содружества Наций делам (англ. Secretary of State for Foreign and Commonwealth Affairs) ответственен за взаимоотношения между британской Короной и иными королевствами и республиками.

## Во Франции

### До революции
Государственный секретарь по иностранным делам часто являлся также и государственным министром (ministre d'État), т.е. был членом Верховного (фр. Le Conseil d'en-haut) или Государственного совета (фр. Le Conseil d'État), ответственным за дипломатию. Однако назначение не являлось автоматическим: например, с 1696 по 1699 гг. маркиз де Торси занимал должность государственного секретаря, но не был министром - эту должность занимал его тесть, Симон-Арно, маркиз де Помпонн.
В период полисинодии (фр. la polysynodie; 1715-1718) ответственность за иностранную дипломатию лежала не на государственном секретаре, а на "совете по иностранным делам".
Как и остальные государственные секретари, госсекретарь по иностранным делам занимался "параллельной" администрацией нескольких районов внутри страны. Но с 1747 года большинство госсекретарей, ответственных за внешние сношения, были освобождены от этих обязанностей.

#### Список государственный секретарь по иностранным делам Франции с 1589 года по 1791 год

##### Государственные секретари (1589—1723)
| Министр                                           | Начало деятельности | Окончание деятельности |
| ------------------------------------------------- | ------------------- | ---------------------- |
| Луи де Револь                                     | 1 января 1589       | 17 сентября 1594       |
| Никола де Нёвиль, сеньор де Вильруа               | 30 декабря 1594     | 9 августа 1616         |
| Арман-Жан дю Плесси де Ришельё, епископ Люсонский | 30 ноября 1616      | 24 апреля 1617         |
| Пьер Брюлар, виконт де Пюзьё                      | 24 апреля 1617      | 11 марта 1626          |
| Раймон Филипо, сеньор д’Эрбо                      | 11 марта 1626       | 2 мая 1629             |
| Клод Бутийе                                       | 2 мая 1629          | 18 марта 1632          |
| Леон Бутийе, граф де Шавиньи                      | 18 марта 1632       | 23 июня 1643           |
| Анри-Огюст де Ломени, граф де Бриенн              | 23 июня 1643        | 3 апреля 1663          |
| Гюг де Лионн                                      | 3 апреля 1663       | 1 сентября 1671        |
| Симон Арно, маркиз де Помпонн                     | 1 сентября 1671     | 18 ноября 1679         |
| Шарль Кольбер, маркиз де Круасси                  | 12 февраля 1680     | 28 июля 1696           |
| Жан-Батист Кольбер, маркиз де Торси               | 28 июля 1696        | 22 сентября 1715       |
| Никола дю Бле, маркиз д'Юксель                    | 23 сентября 1715    | 1 сентября 1718        |
| Гийом Дюбуа                                       | 24 сентября 1718    | 10 августа 1723        |

##### Государственные секретари по иностранным делам (1723—1791)
| Министр                                                         | Начало деятельности | Окончание деятельности |
| --------------------------------------------------------------- | ------------------- | ---------------------- |
| Шарль Жан-Батист Флёрио, граф де Морвиль                        | 16 августа 1723     | 19 августа 1727        |
| Жермен Луи Шовлен                                               | 23 августа 1727     | 20 февраля 1737        |
| Жан-Жак Амло де Шайу                                            | 22 февраля 1737     | 26 апреля 1744         |
| Адриен-Морис, герцог де Ноай                                    | 26 апреля 1744      | 19 ноября 1744         |
| Рене де Вуайе де Польми, маркиз д'Аржансон                      | 19 ноября 1744      | 10 января 1747         |
| Луи Филожен Брюлар, виконт де Пюизьё                            | 27 января 1747      | 9 сентября 1751        |
| Франсуа Доминик де Барбери де Сен-Конте                         | 11 сентября 1751    | 24 июля 1754           |
| Антуан Луи Руйе, граф де Жуи                                    | 24 июля 1754        | 28 июня 1757           |
| Франсуа Жоакен де Пьер де Берни                                 | 28 июня 1757        | 9 октября 1758         |
| герцог Этьен Франсуа де Шуазёль                                 | 3 декабря 1758      | 13 октября 1761        |
| Сезар Габриэль де Шуазель-Шевинье, герцог де Прален             | 13 октября 1761     | 10 апреля 1766         |
| герцог Этьен Франсуа де Шуазёль                                 | 10 апреля 1766      | 24 декабря 1770        |
| Луи Фелипо, герцог де Ла Врийер                                 | 24 декабря 1770     | 6 июня 1771            |
| Эманюэль Арман де Виньеро дю Плесси де Ришельё, герцог д’Эгийон | 6 июня 1771         | 2 июня 1774            |
| Анри Леонар Жан Батист Бертен                                   | 2 июня 1774         | 21 июля 1774           |
| Шарль Гравье, граф де Верженн                                   | 21 июля 1774        | 13 февраля 1787        |
| Арман Марк, граф де Монморен Сент-Эран                          | 14 февраля 1787     | 13 июля 1789           |
| Поль Франсуа де Келан, граф де ля Вогийон                       | 13 июля 1789        | 16 июля 1789           |
| Арман Марк, граф де Монморен Сент-Эран                          | 16 июля 1789        | 29 ноября 1791         |

### В настоящее время
С XIX века государственные секретари по иностранным делам и их заместители (фр. sous-secrétaires d'état) являются помощниками министра (или государственного министра), ответственного за иностранные дела, и несут ответственность за определенное направление работы (международное сотрудничество, франкоязычные страны, международные культурные связи, Европа, права человека и т.п.). В третьем правительстве Франсуа Фийона при министре иностранных и европейских дел Мишель Аллио-Мари не было госсекретарей

## В Великобритании
В Соединенном Королевстве должность государственного секретаря по иностранным делам (англ. Secretary of State for Foreign Affairs) появилась в результате административной реформы 1782 года, когда Северный и Южный департаменты были преобразованы в министерства Хоум-офис и Форин-офис соответственно.
Должность Государственного Секретаря по иностранным и Содружества Наций делам появилась в 1968 году, когда функции госсекретаря по иностранным делам и госсекретаря по делам Содружества были объединены в рамках единого правительственного департамента